# جواری (شهرک)
جواری (به لاتین: Jvari) یک منطقهٔ مسکونی در گرجستان است که در سامگرلو-زمو سوانتی واقع شده‌است. جواری ۴٬۳۶۱ نفر جمعیت دارد و ۲۸۰ متر بالاتر از سطح دریا واقع شده‌است.